# Spitalkellerei Konstanz

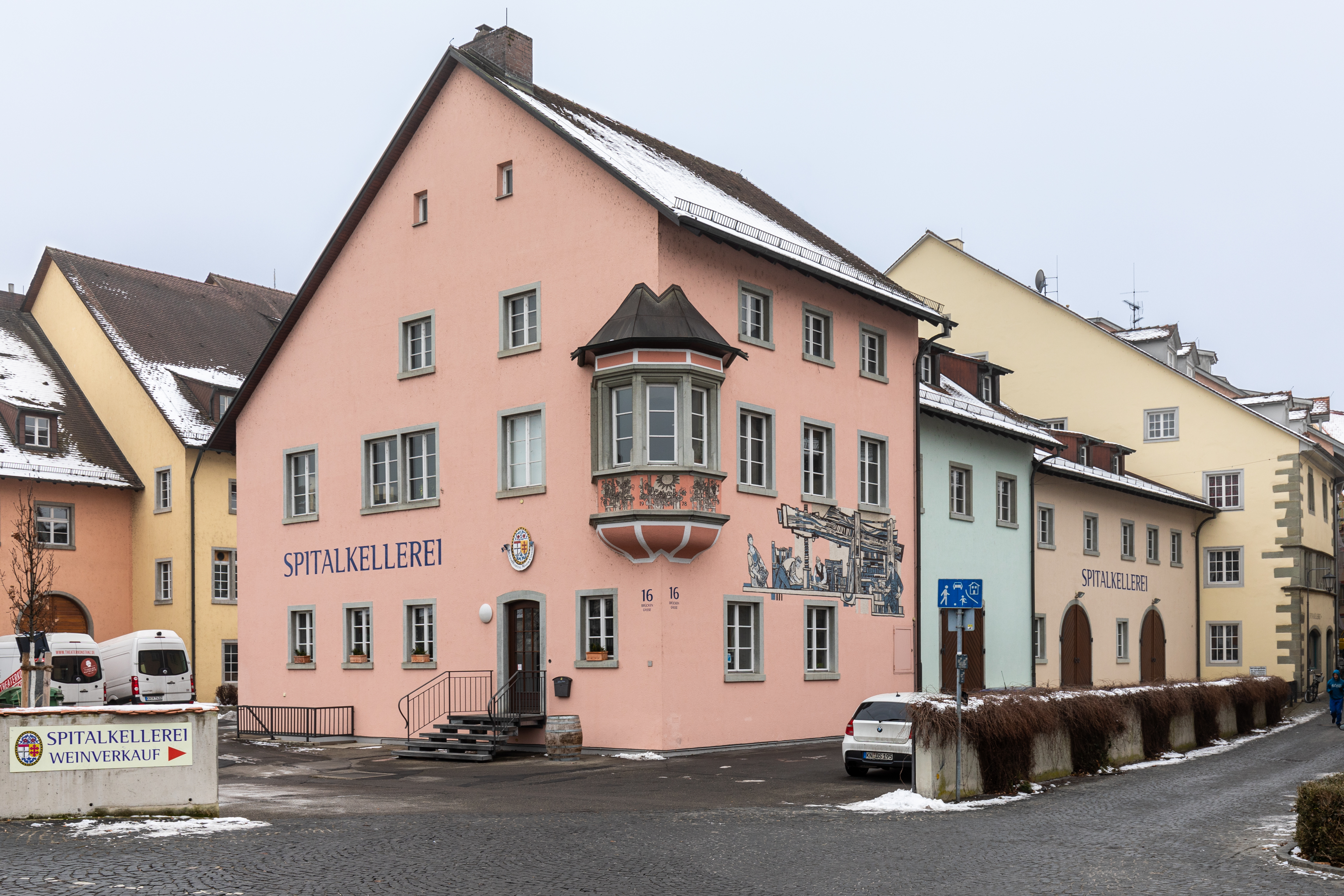
Spitalkellerei, Brückengasse 16, Konstanz

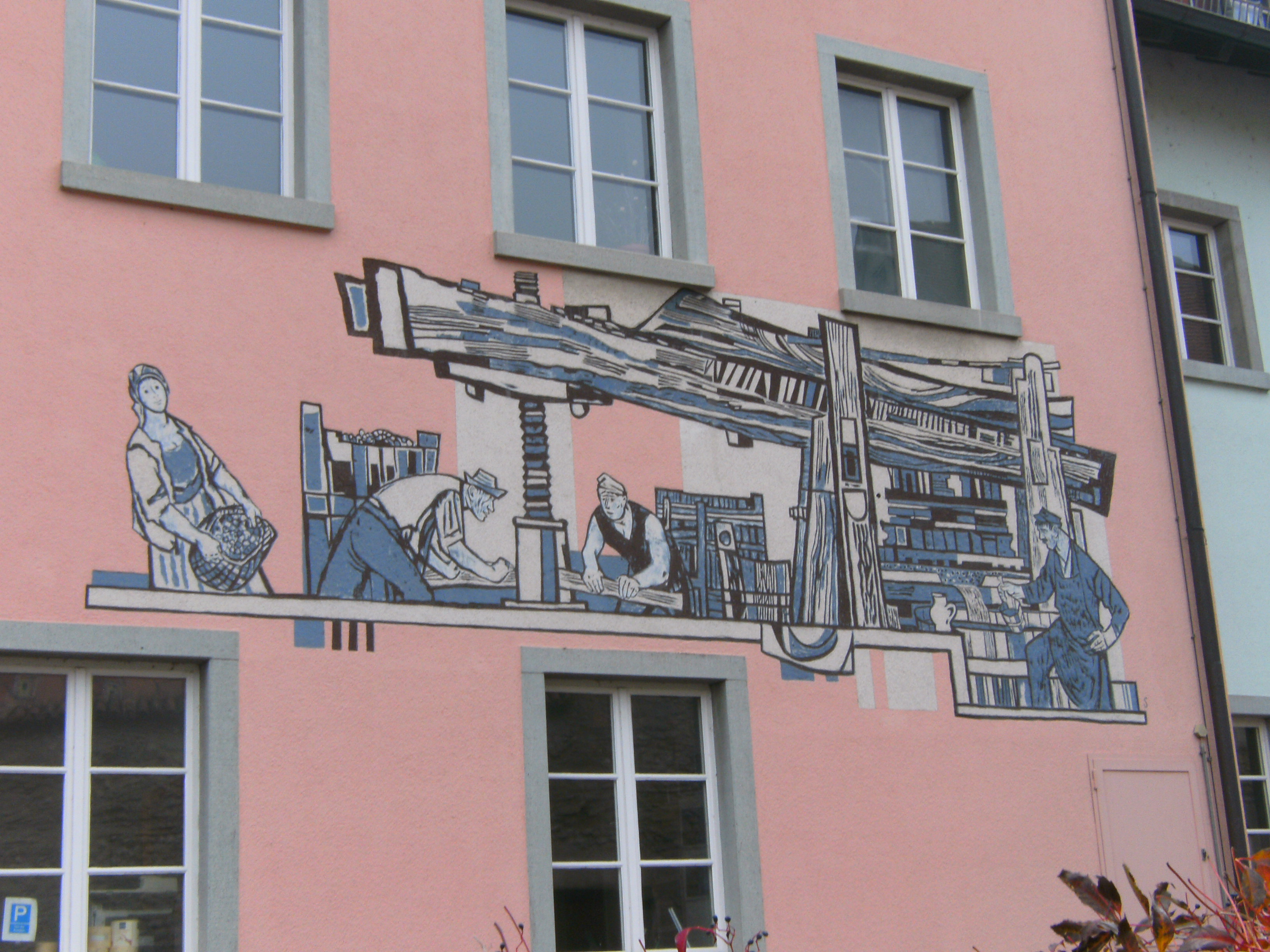
Konstanz, Brückengasse 16: Gebäude Spitalkellerei Konstanz. Detail: Sgraffito Arbeit an der Weinpresse von Hans Sauerbruch

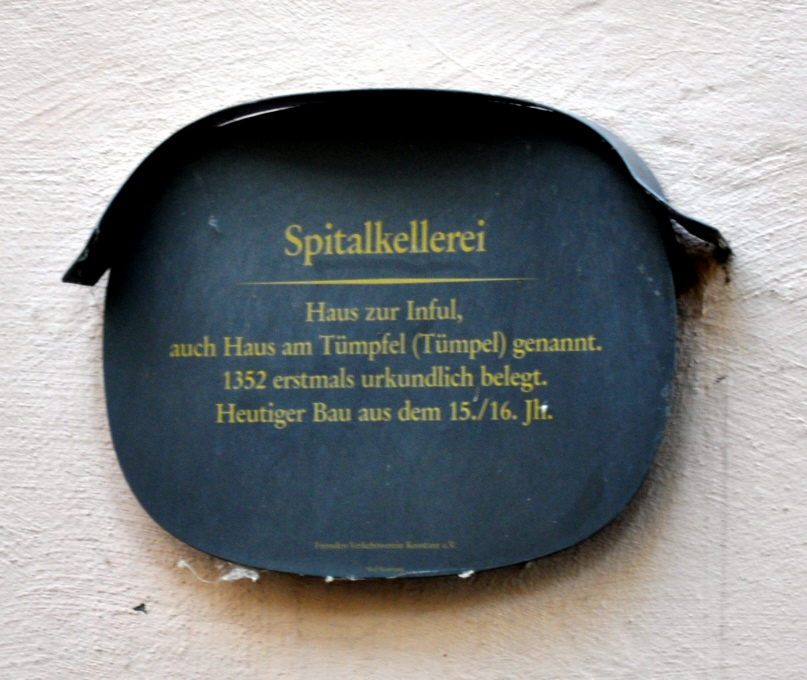
Informationstafel Spitalkellerei Konstanz

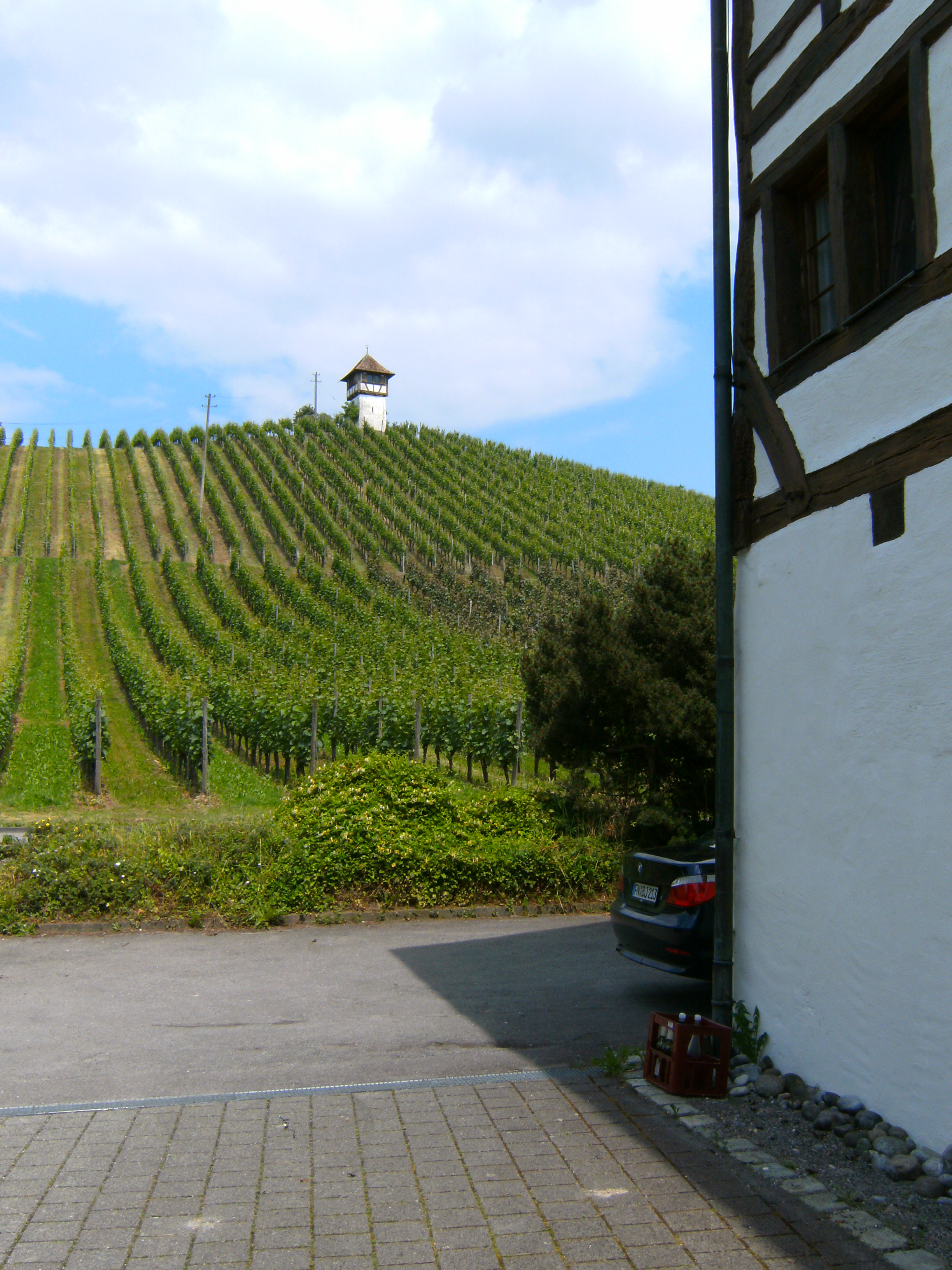
Rebturm der Haltnau

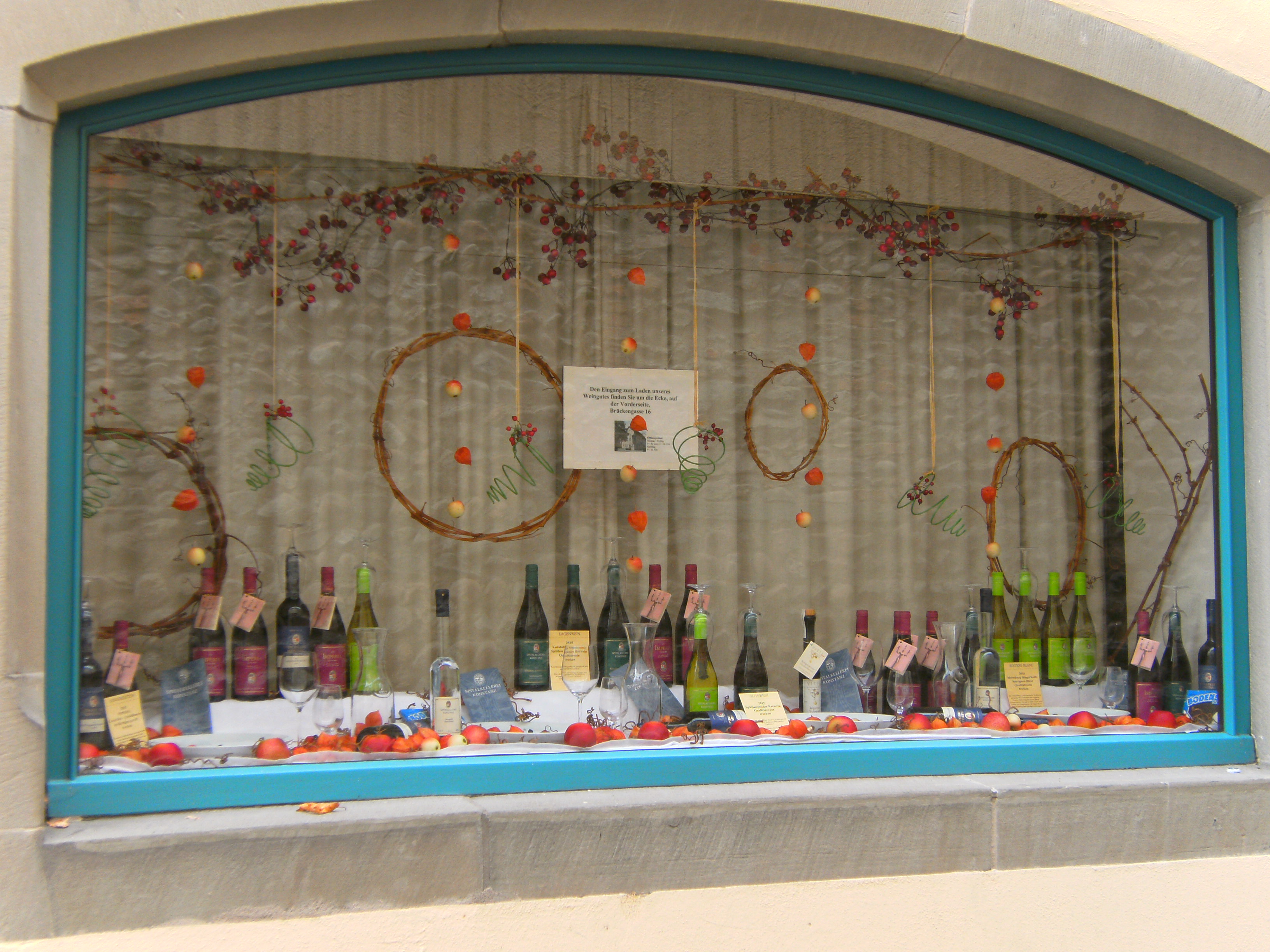
Konstanz, Brückengasse: Spitalkellerei Konstanz. Schaufenster mit Weinen

Die Spitalkellerei Konstanz gehört seit 1225 zur Spitalstiftung Konstanz und ist die älteste noch existierende Spitalkellerei Deutschlands. Die mittelalterlichen Kellergewölbe der Spitalkellerei liegen in der Niederburg am Rand der Konstanzer Altstadt in der Brückengasse 16.

## Erlöse
Seit 2002 ist die Kellerei verpachtet und die Pacht für die Stiftung vorgesehen. Die Spitalstiftung hat es sich zur Aufgabe gemacht, bedürftige und kranke Menschen zu unterstützen, und unterhält heute mehrere Alten- und Pflegeheime sowie ein Krankenhaus. Früher gehörte die Abgabe von Wein an Kranke zur Unterstützung der Heilung und Kräftigung zu den Aufgaben der Spitalstiftung.

## Neue Pächter/Betriebsinhaber
Seit dem Jahr 2002 wird das Gut nicht mehr als städtischer Betrieb geführt. Stefan Düringer und Hubert Böttcher leiten das Gut seither als Spitalkellerei Konstanz Böttcher & Düringer GbR in Pacht.

## Weinlagen
Auf etwas mehr als 20 Hektar Anbaufläche in Konstanz und Meersburg wurden im Jahr 2015 150.000 Liter Wein gewonnen.
Die Kellerei bewirtschaftet  elf Hektar in der Einzellage Meersburger Haltnau, vier weitere gepachtete Hektar in Meersburg sowie in Konstanz 4,5 Hektar am Raiteberg unterhalb des Bismarckturmes und 3,5 Hektar im Sierenmoos etwas östlich des Bismarckturmes.
Angepflanzt werden die für den Bodensee typischen traditionellen Rebsorten wie Müller-Thurgau, Spätburgunder, Grauburgunder, Weißburgunder, Traminer, Regent und neuerdings auch Cabernet Mitos. Beim Schaumwein kommt auch der Schwarzriesling zum Einsatz. Bekannt ist etwa der Haltnauer Weißherbst.